# Proutictis
Proutictis là một chi bướm đêm thuộc họ Geometridae.